# Codó
Codó város Brazíliában, Maranhão államban. Lakosainak száma 114 275 fő (2022). Codó Timbiras, Afonso Cunha, Aldeias Altas, Capinzal do Norte, Caxias, Chapadinha, Coroatá, Dom Pedro, Gonçalves Dias, Governador Archer, Peritoró, Santo Antônio dos Lopes és São João do Soter községekkel határos.

## Népesség
A település népességének változása:
| Lakosok száma | 111 146 | 118 038 | 123 368 | 114 275 |
|               | 2000    | 2010    | 2021    | 2022    |